# Гранитизация
Гранитиза́ция — совокупность природных процессов, превращающих твердые горные породы разного происхождения (осадочные, изверженные, метаморфические) в граниты. В стадии интенсивной гранитизации изменяемые породы приобретают пластичность и способность к течению. Явления гранитизации развиваются главным образом в глубинных зонах геосинклиналей в толщах метаморфизованных пород или позже главных фаз складкообразования. Гранитизация происходит под влиянием восходящих из недр Земли газовых или жидких растворов и рассматривается как метасоматический процесс, связанный с привносом щелочей и кремнезёма и выносом железа, магния и кальция.